# Kika Nazareth
Francisca „Kika“ Ramos Ribeiro Nazareth Sousa (* 17. November 2002 in Lissabon) ist eine portugiesische Fußballspielerin. Sie steht bis zum 30. Juni 2028 beim FC Barcelona unter Vertrag und spielte 2020 erstmals für die portugiesische Nationalmannschaft.

## Karriere

### Vereine
Kika Nazareth spielte in ihrer Jugend zunächst für Os Torpedos, CF Benfica und Casa Pia AC. In der Saison 2018/19 spielte sie erstmals in der ersten Mannschaft von Benfica Lissabon. 2020 erhielt sie einen Profivertrag bei Benfica und wurde somit reguläres Mitglied der Profimannschaft des Vereins.

### Nationalmannschaft
Nazareth spielte zunächst für die U17- und U19-Nationalmannschaft. Für die A-Nationalmannschaft kam sie erstmals am 4. März 2020 zum Einsatz, als sie im Turnier um den Algarve-Cup 2020 im Spiel gegen Italien für Carolina Mendes eingewechselt wurde. Ihr erstes Tor für die Nationalmannschaft erzielte sie am 22. Juni 2022 im Freundschaftsspiel gegen Griechenland. Bei der Europameisterschaft 2022 kam sie in allen drei Gruppenspielen zum Einsatz, wobei sie zweimal eingewechselt wurde und einmal von Beginn an spielte.
Am 30. Mai 2023 wurde sie für die WM-Endrunde nominiert. Sie kam in den drei Gruppenspielen ihrer Mannschaft zum Einsatz, erzielte beim ersten WM-Sieg der Portugiesinnen das Tor zum 2:0-Endstand gegen Vietnam, schied aber mit der Mannschaft als Gruppendritte aus. Immerhin konnten sie gegen Titelverteidiger USA ein torloses Remis erreichen, womit sie nach zehn Niederlagen erstmals nicht gegen die USA verloren.
In der UEFA Women’s Nations League 2025 hatte sie im ersten Spiel gegen England das Tor zum 1:1-Endstand erzielt. Im März 2025 hatte sie sich einen Bänderriss im Sprunggelenk zugezogen und konnte daher in den Spielen im April und Ende Mai/Anfang Juni nicht eingesetzt werden. 
Am 24. Juni 2025 wurde sie dennoch für die EM-Endrunde 2025 nominiert. Sie wurde im zweiten und dritten Gruppenspiel ihrer Mannschaft eingesetzt, nachdem diese das erste Spiel gegen Weltmeister Spanien mit 0:5 verloren hatte. Nach einem Remis und einer weiteren Niederlage in den anderen Gruppenspielen schieden die Portugiesinnen aus.

## Erfolge
- Portugiesische Meisterschaft: 2021, 2022, 2023, 2024
- Portugiesischer Pokal: 2024
- Portugiesischer Ligapokal: 2020, 2021, 2024
- Portugiesischer Supercup: 2022, 2023
- Torschützenkönigin der portugiesischen Primeira Divisão: 2024
- Spanische Meisterschaft: 2025
- Spanischer Pokal: 2025 (ohne Finaleinsatz)
- Spanischer Supercup: 2025 (ohne Finaleinsatz)